# پیش‌گیرش

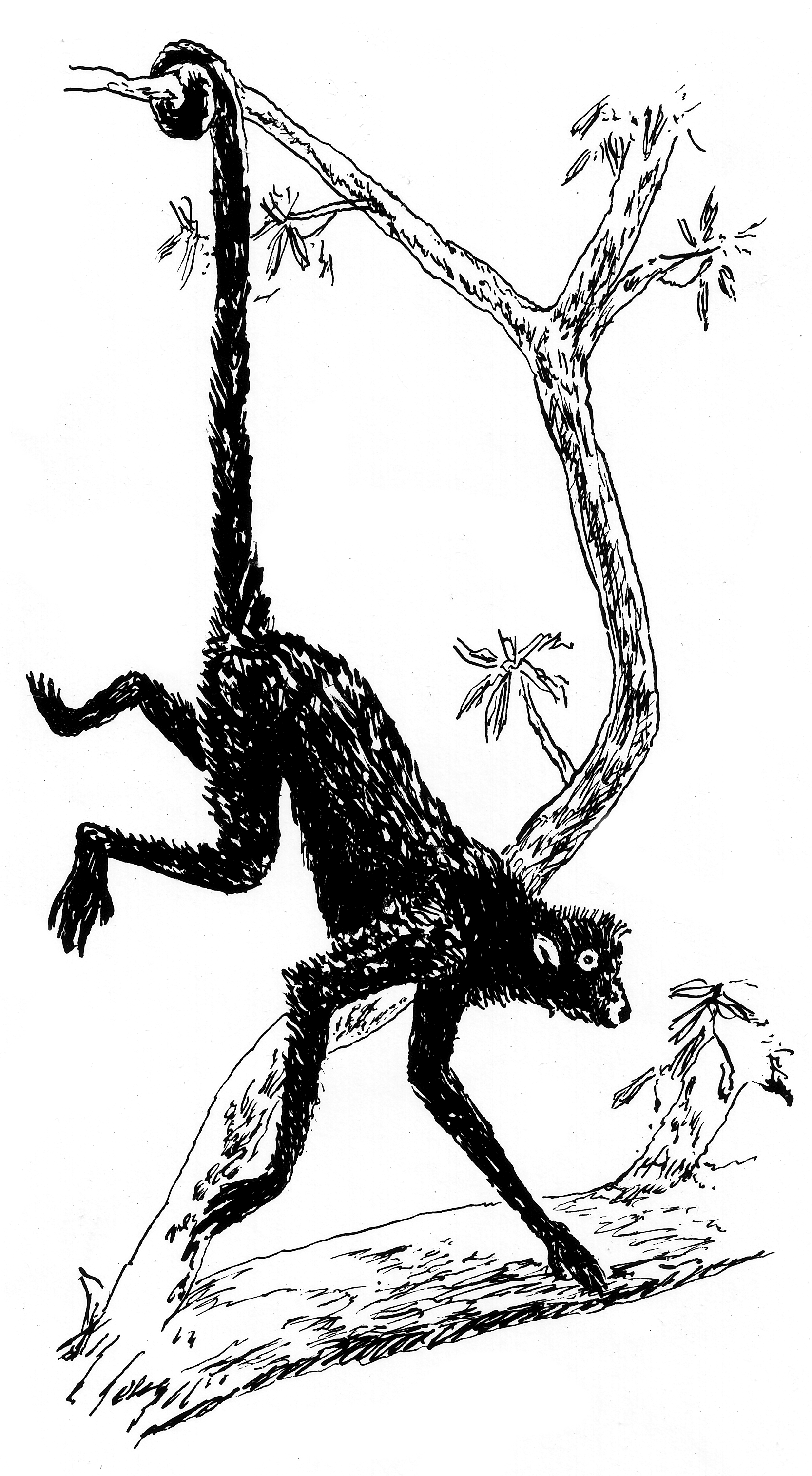
یک دم پیش‌گیره

پیش‌گیرش یا پیش‌گیره (به انگلیسی: Prehensility, Prehensile)، کیفیت یک زائده یا عضوی است که برای گرفتن یا نگه داشتن سازگار شده است. این واژه از اصطلاح لاتین prehendere گرفته شده است که به معنای «در دست گرفتن» (grasp) است. توانایی گرفتن احتمالاً از چندین خاستگاه مختلف برخاسته است. رایج‌ترین آن‌ها بالا رفتن از درخت و نیاز به دستکاری غذا است.

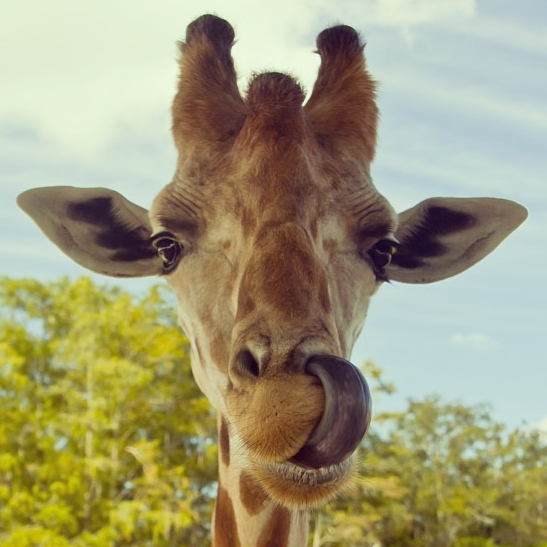
زبان پیش‌گیرش زرافه

| دست‌ها و پا | - دست‌های نخستی‌ها به درجه‌های متفاوتی قابل دسترس هستند - پنجه‌های جلوی راکون‌ها و بسیاری از خویشاوندان آنها پیش‌گیرش هستند. - پای پرندگان رهگذر می‌تواند پیش‌گیرش داشته باشند. | - دست‌های نخستی‌ها به درجه‌های متفاوتی قابل دسترس هستند - پنجه‌های جلوی راکون‌ها و بسیاری از خویشاوندان آنها پیش‌گیرش هستند. - پای پرندگان رهگذر می‌تواند پیش‌گیرش داشته باشند. |
| دم         | - میمون‌های دنیای جدید دارای دم‌های پیش‌گیرش هستند - دم بسیاری از مارمولک‌های موجود (مارمولک‌ها، آفتاب‌پرست‌ها و گونه‌ای از اسکینک‌ها) پیش‌گیرش دارند. - اسب‌های دریایی جلبک‌های دریایی را با دم خود می‌گیرند. - چندین جانور فسیلی به عنوان دارای دم پیش‌گیرش تعبیر شده‌اند، از جمله چندین درپانوسور تریاس پسین، و احتمالاً سومینیا سیناپسید پرمین پسین. | - میمون‌های دنیای جدید دارای دم‌های پیش‌گیرش هستند - دم بسیاری از مارمولک‌های موجود (مارمولک‌ها، آفتاب‌پرست‌ها و گونه‌ای از اسکینک‌ها) پیش‌گیرش دارند. - اسب‌های دریایی جلبک‌های دریایی را با دم خود می‌گیرند. - چندین جانور فسیلی به عنوان دارای دم پیش‌گیرش تعبیر شده‌اند، از جمله چندین درپانوسور تریاس پسین، و احتمالاً سومینیا سیناپسید پرمین پسین. |
| زبان       | - زبان زرافه‌ها به‌ویژه پیش‌گیرش دارند. - زبان برخی دیگر از سم‌داران نیز به میزان کمتری قابل استفاده است. | |
| بینی       | - بینی فیل‌ها و تاپیرها پیش‌گیرش دارند. | |
| لب         | - لب‌های ماهیان خاویاری دریاچه‌ای، اورانگوتان‌ها، اسب‌ها و کرگدن‌ها - لب بالایی گاو دریایی هند غربی | |
| شاخک‌ها     | - بازوهای اختاپوس، ماهی مرکب و سیری از ناتیلوس - شاخک‌های شقایق‌های دریایی، هیدرا و چند بی‌مهره دیگر می‌توانند اجسام را گرفته و تا حدی محدود حرکت دهند. | - بازوهای اختاپوس، ماهی مرکب و سیری از ناتیلوس - شاخک‌های شقایق‌های دریایی، هیدرا و چند بی‌مهره دیگر می‌توانند اجسام را گرفته و تا حدی محدود حرکت دهند. |